# Eudejeania canescens
Eudejeania canescens är en tvåvingeart som beskrevs av Macquart 1846. Eudejeania canescens ingår i släktet Eudejeania och familjen parasitflugor.
Artens utbredningsområde är Colombia. Inga underarter finns listade i Catalogue of Life.